# The Reckoning (película)
The Reckoning es una película de terror y aventuras de 2020 dirigida por Neil Marshall, a partir de un guion de Marshall, Charlotte Kirk y Edward Evers-Swindell. Está protagonizada por Kirk, Joe Anderson, Steven Waddington y Sean Pertwee. La película sigue a una mujer acusada de ser bruja tras perder a su marido a causa de una plaga.
El rodaje tuvo lugar en Budapest, Hungría. Tanto las escenas interiores como exteriores se filmaron en Fot Studios, Hungría, en decorados construidos y diseñados por Ian Bailie.
La película tuvo su estreno mundial en el Festival Internacional de Cine Fantasia el 20 de agosto de 2020 y se estrenó en cines de forma limitada y en formato digital el 5 de febrero de 2021.

## Reparto
- Charlotte Kirk como Grace
- Sean Pertwee como Moorcroft
- Steven Waddington como Pendleton
- Joe Anderson como Joseph
- Rick Warden como Rev Malcolm
- Mark Ryan como Peck
- Bill Fellows como Sutter
- Suzanne Magowan como Ursula
- Leon Ockenden como Morton
- Sarah Lambie como Kate
- Emma Campbell-Jones como Jane
- Ian Whyte como The Devil
- Maximilian Slash Marton como The Stable Boy
- Wayne Brett como Heinrich

## Producción
Si bien The Reckoning está ambientada en el norte de Inglaterra en 1665, la película se rodó íntegramente en Budapest, Hungría, en 2019.

## Estreno
La película tuvo su estreno mundial en el Festival Internacional de Cine Fantasia el 20 de agosto de 2020; su estreno en el Reino Unido en el Festival de Cine London FrightFest el 23 de octubre de 2020; y su estreno en Estados Unidos en Beyond Fest en octubre de 2020 como un evento físico en un autocine. La película fue lanzada en Blu-ray y DVD en EE. UU. por RLJE Films el 6 de abril de 2021.